# Francis Obikwelu
Francis Obirah Obikwelu (Onitsha, 22 november 1978) is een Nigeriaanse/Portugese voormalige sprinter, die gespecialiseerd was in de 100 en 200 m. Hij nam viermaal deel aan de Olympische Spelen en kwam daarbij tweemaal uit voor Nigeria en tweemaal voor Portugal. Hij won hierbij één zilveren medaille. Sinds 2001 is hij in het bezit van een Portugees paspoort en sinds 26 juni 2002 kwam hij bij internationale wedstrijden uit voor Portugal. Hij was van 2004 tot 2021 houder van het Europese record op de 100 m.

## Biografie

### Eerste medaille
De in Nigeria geboren Obikwelu werd toen hij veertien jaar was door een van zijn voetbaltrainers aangeraden om de atletieksport eens te gaan uitproberen. Dit leidde ertoe, dat hij twee jaar later zijn land vertegenwoordigde op de Afrikaanse jeugdkampioenschappen en daar de zilveren medaille won op de 400 m.
Op zestienjarige leeftijd emigreerde hij naar Portugal waar hij, na te zijn afgewezen door de voetbalclubs Benfica en Sporting Lissabon, enige tijd als bouwvakker in de Algarve werkte. Nadat hij had besloten om Portugees te gaan leren, bracht zijn leraar hem in contact met de sportclub Belenenses in Lissabon, waar hij zijn atletiektraining weer oppakte. Tijdens zijn verblijf in Portugal werd Obikwelu geadopteerd door een vrouw die hij sindsdien als zijn 'moeder' beschouwt. 

### Olympisch debuut
In 1996 behaalde Obikwelu zijn eerste succes door op de wereldindoorkampioenschappen voor junioren op de 60 m een gouden medaille te veroveren. Later dat jaar maakte hij zijn olympisch debuut op de Olympische Spelen van 1996 in Atlanta door hierbij deel te nemen aan de 200 m en de 4 x 100 m estafette. Op beide onderdelen sneuvelde hij nog voor de finale.

### Olympisch zilver met Europees record
Vier jaar later nam Obikwelu opnieuw deel aan de Olympische Spelen, die van Sydney, maar daar liep hij een knieblessure op. De in Lissabon gestationeerde Nigeriaanse sprinter Mercy Nku beweerde in juli 2000, dat Obikwelu had besloten om voortaan voor Portugal uit te komen, nadat zijn blessure door de Nigeriaanse officials was genegeerd en hij werd gedwongen om in Canada een operatie te ondergaan, die hij uit eigen zak had moeten betalen.
 In oktober 2001 verwierf hij het Portugese burgerschap. Die overgang betaalde zich uit, want de Olympische Spelen van Athene in 2004 won hij de zilveren medaille op de 100 m in een tijd van 9,86 s, waarmee hij het Europees record van Linford Christie verbeterde. Dit was de eerste sprintmedaille voor Portugal in de olympische geschiedenis. Bovendien bereikte hij ook op de 200 m de finale, waarin hij vijfde werd. Het was veruit het beste olympische optreden van Obikwelu op de vier Spelen waaraan hij heeft deelgenomen.

### Dubbelslag op EK
Op de Europese kampioenschappen van 2006 won Obikwelu beide sprintafstanden. Op de 100 m was hij met 9,99 de enige die de tien seconden grens doorbrak; op de 200 m was hij met zijn winnende 20,01 een klasse apart. Dit leverde hem de uitverkiezing tot Europees atleet van het jaar op.

### Laatste prestaties en records
Op de Olympische Spelen van 2008 in Peking sneuvelde Obikwelu in de halve finale van de 100 m met een tijd van 10,10 s. Aanvankelijk kondigde hij hierna zijn afscheid aan, maar kwam daar later weer op terug.
In de volgende jaren behaalde hij nog enkele nationale titels, terwijl hij op de EK van 2010 zowaar nog weer een vierde plaats op de 100 m uit het vuur sleepte en op de 4 x 100 m estafette samen met zijn teamgenoten met 38,88 voor een nationaal record zorgde, ook al finishte het viertal als zesde. Vier jaar later was hij op de EK van 2014 zelfs nog weer betrokken bij een verbetering van dit record tot 38,79. Het was het allerlaatste internationale optreden van Obikwelu.
Obikwelu’s atletiekprestaties, zijn levensverhaal en zijn persoonlijkheid hebben hem tot een populaire figuur in Portugal gemaakt.

## Titels
- Europees kampioen 100 m - 2006
- Europees kampioen 200 m - 2002, 2006
- Europees indoorkampioen 60 m - 2011
- Afrikaanse Spelen kampioen 200 m - 1999
- Portugees kampioen 100 m - 2004, 2005, 2006, 2009, 2010
- Portugees kampioen 200 m - 2002, 2003, 2007
- Portugees kampioen 4 x 100 m - 2013
- Portugees indoorkampioen 60 m - 2008
- Nigeriaans kampioen 100 m - 1999, 2000
- Nigeriaans kampioen 200 m - 1997, 1999
- Wereldkampioen U20 100 m - 1996
- Wereldkampioen U20 200 m - 1996

## Persoonlijke records
Outdoor
| Onderdeel | Prestatie          | Datum            | Plaats   |
| --------- | ------------------ | ---------------- | -------- |
| 100 m     | 9,86 (ex-AR, NR)   | 22 augustus 2004 | Athene   |
| 200 m     | 19,84 (ex-Nig. NR) | 25 augustus 1999 | Sevilla  |
|           | 20,01 (NR)         | 10 augustus 2006 | Göteborg |
| 400 m     | 46,29              | 3 juni 1998      | Granada  |

Indoor
| Onderdeel | Prestatie            | Datum            | Plaats |
| --------- | -------------------- | ---------------- | ------ |
| 50 m      | 5,79 s (NR)          | 28 februari 2004 | Liévin |
| 60 m      | 6,53 s (NR)          | 6 maart 2011     | Parijs |
| 200 m     | 20,46 s (ex-Nig. NR) | 21 februari 1999 | Liévin |

## Palmares

### 60 m
- 2004: 6e WK indoor – 6,60 s
- 2008:  Portugese kamp. – 6,70 s
- 2011:  EK indoor – 6,53 s

### 100 m
- 1996:  WK U20 – 10,21 s
- 1999:  Nigeriaanse kamp. – 10,13 s
- 1999:  Afrikaanse Spelen – 10,01 s
- 2000:  Nigeriaanse kamp. – 10,14 s
- 2002:  EK – 10,06 s
- 2004:  Portugese kamp. – 10,50 s
- 2004:  OS – 9,86 s
- 2005:  Portugese kamp. – 10,39 s
- 2005: 4e WK – 10,07 s
- 2006:  Portugese kamp. – 10,20 s
- 2006:  EK – 9,99 s
- 2008: 6e in ½ fin. OS 10,10 s (in ¼ fin. 10,09 s)
- 2009:  Portugese kamp. – 10,06 s
- 2010:  Portugese kamp. – 10,30 s
- 2010: 4e EK – 10,18 s

Golden League-podiumplaatsen
- 1998:  Bislett Games – 10,01 s
- 2000:  Golden Gala – 10,00 s
- 2001:  Golden Gala – 10,19 s
- 2001:  Meeting Gaz de France – 10,15 s
- 2001:  ISTAF – 9,98 s
- 2002:  Memorial Van Damme – 10,01 s
- 2004:  Meeting Gaz de France – 10,06 s
- 2005:  Meeting Gaz de France – 10,05 s
- 2005:  Weltklasse Zürich – 10,22 s
- 2007:  Bislett Games – 10,06 s
- 2007:  Weltklasse Zürich – 10,17 s
- 2008:  Golden Gala – 10,04 s

### 200 m
- 1996:  WK U20 – 20,47 s
- 1996: 5e in ½ fin. OS - 20,56 s (in ¼ fin. 20,49 s)
- 1997:  WK indoor – 21,10 s
- 1999: 4e WK indoor – 20,85 s
- 1997:  Nigeriaanse kamp. – 20,45 s
- 1999:  Nigeriaanse kamp. – 20,55 s
- 1999:  Afrikaanse Spelen – 20,06 s
- 1999:  WK – 20,11 s (in ½ fin. 19,84 s = Nig. NR)
- 2000: 7e in ½ fin. OS - 20,71 s (in ¼ fin. 20,33 s)
- 2002:  Portugese kamp. – 20,71 s
- 2002:  EK – 20,21 s
- 2003:  Portugese kamp. – 21,12 s
- 2004: 5e OS – 20,14 s
- 2006:  EK – 20,01 s
- 2007:  Portugese kamp. – 20,46 s

Golden League-podiumplaatsen
- 1998:  Memorial Van Damme – 20,17 s
- 1999:  Bislett Games – 20,42 s
- 1999:  Meeting Gaz de France – 20,20 s
- 2000:  Memorial Van Damme – 20,34 s
- 2002:  Memorial Van Damme – 20,22 s
- 2004:  Meeting Gaz de France – 20,12 s
- 2004:  Weltklasse Zürich – 20,36 s

### 400 m
- 1994:  WK U20 – 47,22 s

### 4 x 100 m
- 1994: 7e WK U20 – 3.09,68
- 1996: DNF OS (in serie 39,47 s)
- 1997:  WK – 38,07 s (in ½ fin. 37,94 s = Nig. NR)
- 1999: DQ WK
- 2010: 6e EK – 38,88 s (NR)
- 2013:  Portugese kamp. – 39,77 s
- 2014: DNF EK (in serie 38,79 s = NR)

### 4 x 400 m
- 1994: 7e WK U20 – 3.10,37

## Onderscheidingen
- COP Olympische medaille Nobre Guedes - 2004
- Europees atleet van het jaar - 2006